# Baring (Washington)
Baring je obec v okrese King v americkém státě Washington. V roce 2010 měla 220 obyvatel. Nachází se na silnici U.S. Route 2 asi 25 kilometrů západně od Stevensova průsmyku. V okolí města je úsek dálnice velice plochý a rovný, takže si vysloužil přezdívku „Barinská rovina“.

## Geografie
Obec má rozlohu 4,6 km², z čehož 6 % je voda.

## Demografie
V roce 2010 zde žilo 220 obyvatel, z nichž tvořili 92 % běloši, 3 % Asiaté a 2 % původní obyvatelé. 5 % obyvatelstva bylo Hispánského původu.

## Politika
Většina občanů obce hlasuje pro Demokraty.[zdroj⁠?!] Při prezidentských volbách v roce 2004 získal John Kerry ve zdejším volebním okrsku 63 %.